# Хюзелиц
Хюзелиц (нем. Hüselitz) — деревня в Германии, в земле Саксония-Анхальт, входит в район Штендаль в составе городского округа Тангерхютте.
Население составляет 261 человек (на 31 декабря 2008 года). Занимает площадь 13,48 км².

## История
Первое упоминание о поселении относится к 17 января 1345 года.
31 мая 2010 года, после проведённых реформ, Хюзелиц вошёл в состав городского округа Тангерхютте в качестве района.